# ویلفرد بنیتس
ویلفرد بنیتس (اسپانیایی: Wilfred Benítez‎؛ زادهٔ ۱۲ سپتامبر ۱۹۵۸) بوکسور اهل ایالات متحده آمریکا بود.